# Prima nazione Malahat
La Prima nazione Malahat è un organo di governo appartenente alle Prime nazioni situato nella parte sud-orientale dell'Isola di Vancouver, nella Columbia Britannica sud-occidentale, in Canada.  La loro lingua ancestrale è la lingua Halkomelem.
La Prima nazione Malahat è un governo membro del Consiglio tribale Naut'sa mawt.